# Igreja Paroquial de São Barnabé
A Igreja Paroquial de São Barnabé é um monumento religioso no concelho de Almodôvar, na região do Alentejo, em Portugal.

## Descrição e história
O santuário apresenta uma miscelânea de estilos, com elementos vernaculares, barrocos, chãos e maneiristas. É composto por uma só nave e capela-mor, com uma torre sineira barroca. A capela-mor tem cobertura em cúpula, algo de comum na aplicação regional dos modelos de arquitectura chã, e no altar apresenta um retábulo seiscentista, ornamentado com talha dourada e policromada, e é que considerado um raro exemplo da arte retabular no período de transição para o século XVIII.
A igreja foi construída no século XVI, e ao longo da sua história foi alvo de várias campanhas de obras, tendo o retábulo sido instalado no século XVII, enquanto que a torre sineira foi provavelmente construída no século XVIII. Em 1904 foram feitos trabalhos de remodelação, que incluíram a frontaria e a sacristia.